# Sony Xperia Ace
Sony Xperia Ace — це Android-смартфон, який продається та виробляється Sony. Є частина серії Xperia нижчого середнього класу, вона була представлена 16 травня 2019 року спочатку лише для японського оператора NTT DoCoMo. Проте вже до вересня 2019 року, Xperia Ace продавався у різних місцевих операторів Японії, а також появилася "розблокована" версія смартфону. Телефон є компактною версією серії 2019 року.

## Дизайн
Пристрій має компактний 5-дюймовий екран і відношення сторін 18:9, коли в іншими телефонами Sony 2019 року, використовувався 21:9. Зовні він найбільше нагадує Sony Xperia M4 Aqua 2015 року: у нього широкі рамки знизу і зверху, алюмінієвий бічний корпус і пластик по кутах. Телефон має захист Corning Gorilla Glass 5 на передній панелі, а також сертифікати водонепроникності IP65 та IP68. Він має подвійний динамік і камеру на передній панелі. Кнопка живлення/датчик відбитків пальців і кнопки гучності розташовані на правій стороні пристрою, а 3,5-мм роз’єм для навушників — у верхній частині. Задня камери розташовані у верхньому лівому куті телефону, а правіше – світлодіодний спалах. Примітно, що кнопка спуску затвора була відсутня. Нижній край містить основний мікрофон і спрямований вниз динамік поруч із роз'ємом USB-C. Чорний, білий та рожевий були кольорами, доступними на момент запуску. Телефон в рожевому варіанті продавався лише в операторах NTT DoCoMo і Racuten Mobile.

## Технічні характеристики

### Апаратне забезпечення
Пристрій поділяє свій чипсет із іншими смартфонами середнього класу Xperia 10 і 8 процесором Qualcomm Snapdragon 630 і графічний процесор Adreno 508. Він доступний з 4 ГБ оперативної пам’яті та 64 ГБ пам’яті. Розширення карти MicroSD підтримується до 512 ГБ за допомогою однієї або гібридної двох SIM-карт. Дисплей менший ніж у Xperia 8, проте розширення залишається Full HD+, при меншій діагоналі, що дає більшу щільність пікселів у 483 ppi. Тип дисплея IPS TFT TRILUMINOS. Акумулятор Xperia Ace має ємність 2700 мАг. Підключення до живлення та даних здійснюється через порт USB-C. На задній панелі є камера на 12 Мп і фронтальна на переді має сенсор на 8 Мп.

### Програмне забезпечення
Xperia Ace був випущений з Android 9.0 «Pie», але був оновлений до Android 10.